# Simon Bonenfant
Simon Bonenfant (ur. 11 września 1982) – kanadyjski snowboardzista. Nie startował na igrzyskach olimpijskich ani na mistrzostwach świata w snowboardzie. Najlepsze wyniki w Pucharze Świata w snowboardzie osiągnął w sezonie 2006/2007, kiedy to zajął 88. miejsce w klasyfikacji generalnej.

## Sukcesy

### Puchar Świata

#### Miejsca w klasyfikacji generalnej
- 2005/2006 - 243.
- 2006/2007 - 88.
- 2007/2008 - 90.
- 2008/2009 - 101.
- 2009/2010 - 122.

#### Miejsca na podium
1. Furano – 17 lutego 2007 (Snowcross) - 3. miejsce